# روزنامه‌نگاری سنسور
روزنامه‌نگاری سنسور (انگلیسی: Sensor journalism) به استفاده از سنسورها برای ایجاد یا جمع‌آوری داده، سپس تحلیل، تصویرسازی یا استفاده از داده برای حمایت از بررسی‌های روزنامه‌ای، اشاره دارد.
این روش به روزنامه‌نگاری داده مرتبط است اما متمایز از آن است. چون روزنامه‌نگاری داده وابسته به استفاده از داده‌های قدیمی یا موجود است ولی روزنامه‌نگاری سنسور خلق داده با استفاده از ابزارهای حس‌گر است. هم‌چنین شامل روزنامه‌نگاری یکنواخت هم هست.

## پس‌زمینه
نمونه‌های روزنامه‌نگاری سنسور به اوایل ۲۰۰۰ برمی‌گردد و معمولاً شامل استفاده از ابزارهای حس‌گر برای ایجاد یا جمع‌آوری داده‌ای بود که گزارش می‌شد. راهی است که در آن سنسورها تغییرات را گسترش می‌دهند. در برخی نمونه‌ها، روزنامه‌نگار یاد خواهد گرفت که چگونه از یک سنسور استفاده کند درحالی که در بقیه نمونه‌ها سنسورها توسط افراد دیگر ساخته و استفاده می‌شوند. روزنامه‌نگاران می‌توانند از شبکه‌های سنسوری موجود و سنسورهاس راه دور درخواست اطلاعات کنند.
سنسورهایی که برای گزارش استفاده می‌شوند می‌توانند منابع محدود با عنوانن صریح منبع باز باشند که برای تغییر سنسور و پیاده‌سازی آن استفاده می‌شود.
حوزه‌های روزنامه‌نگاری سنسور در دانشگاه امرسون و دانشگاه بین‌المللی فلوریدا تدریس می‌شوند.